# Nord de l'Angleterre
Le Nord de l'Angleterre, également connu sous les noms Angleterre du Nord, Pays du Nord ou tout simplement le Nord (en anglais : North of England, Northern England, North Country ou the North), est la partie nord de l'Angleterre, considérée comme une zone culturelle unique. Elle s'étend de la frontière écossaise au nord jusqu'au fleuve Trent au sud, bien que des définitions précises de son étendue méridionale varient. L'Angleterre du Nord comprend approximativement trois régions statistiques : le Nord-Est, le Nord-Ouest et le Yorkshire-et-Humber. Celles-ci ont une population combinée d'environ 14,9 millions d'habitants et une superficie de 37 331 km2. Riche en paysages naturels, l'Angleterre du Nord compte quatre parcs nationaux en son territoire, mais possède également de vastes zones d'urbanisation, comprenant les agglomérations du Grand Manchester, de Merseyside, de Teesside, de Tyneside, de Wearside, du sud et de l'ouest Yorkshire.
Au cours de son histoire, la région a été contrôlée par de nombreux groupes : les Brigantes, le plus grand royaume breton de Grande-Bretagne, les Romains, les Anglo-Saxons, les Celtes, les Danois puis les Normands. Après la conquête normande en 1066, la dévastation du nord sème la destruction. La région connait également de nombreuses tensions à la frontière anglo-écossaise jusqu'à l'unification de la Grande-Bretagne sous les Stuart. Le Nord de l'Angleterre est le théâtre de nombreuses innovations liées à la révolution industrielle et ses villes sont les lieux de naissance de nombreux changements politiques et économiques au Royaume-Uni tels que le syndicalisme professionnel et le libéralisme manchestérien. À la fin du XIXe siècle et au début du XXe siècle, l'économie du Nord est dominée par l'industrie lourde comme le tissage, la construction navale, l'aciérie et l'exploitation minière. La désindustrialisation de la seconde moitié du XXe siècle frappe durement l'Angleterre du Nord. Les projets de rénovation urbaine et la transition vers une économie de services entraînent une forte croissance économique dans certaines parties de la région. Toutefois, une forte division économique et culturelle demeure entre le nord et le sud de l'Angleterre.

## Culture et identité

### Gastronomie

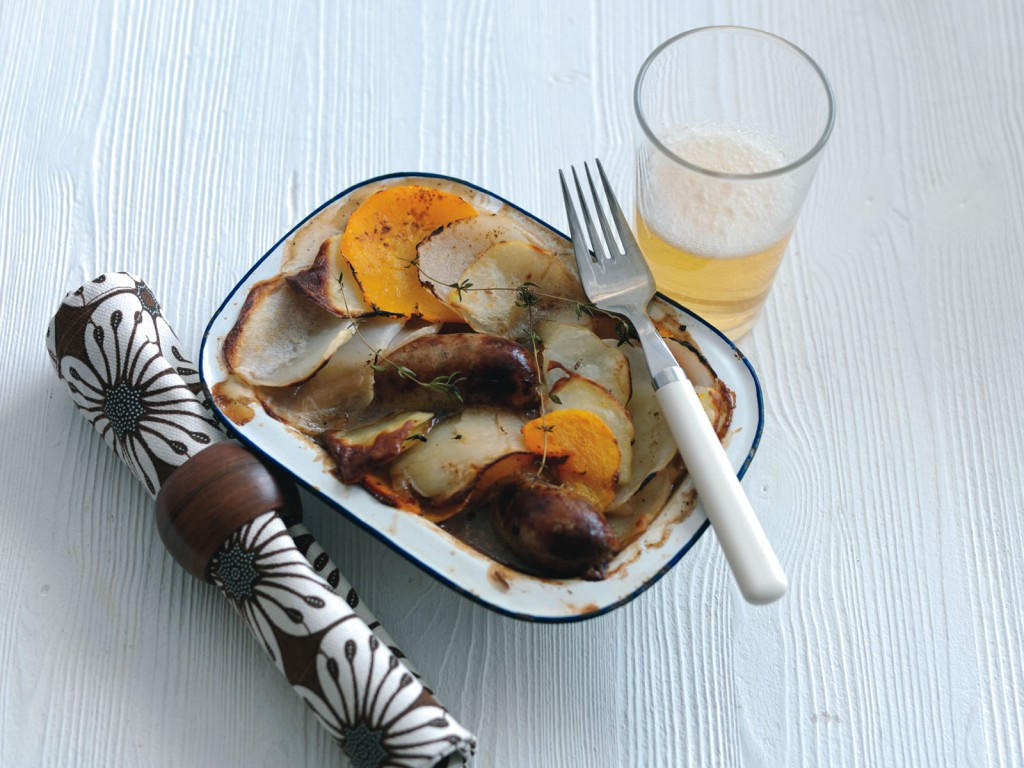
Hotpot de Lancashire

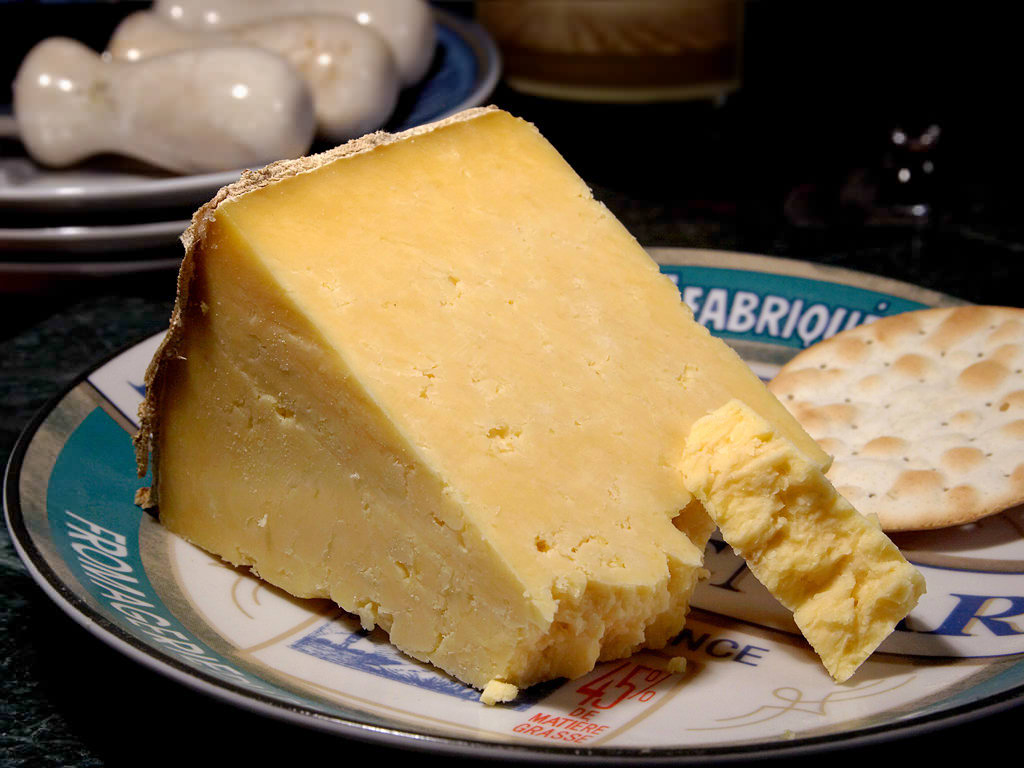
Fromage Cheshire

La gastronomie anglaise du nord a été façonnée par le régime alimentaire de la classe ouvrière du début du XXe siècle. Celui-ci était principalement composé d'abats. Des plats tels que le boudin noir, les tripes, la purée de pois verts et le pâté à la viande restent des aliments typiques du nord de Angleterre. D'autres plats du nord, comme le Yorkshire pudding et le hotpot de Lancashire se sont répandus à travers le Royaume-Uni, et seuls leurs noms indiquent maintenant leur origine. Parmi les produits nordiques qui ont reçu l'indication géographique protégé européenne, on retrouve la saucisse traditionnelle de Cumberland, le poisson fumé traditionnel de Grimsby, le fromage Swaledale, la rhubarbe forcée du Yorkshire et le fromage Wensleydale.
Le nord de l'Angleterre est connu pour ses fromages souvent friables, dont le fromage Cheshire. Contrairement aux fromages du sud comme le cheddar, les fromages du nord utilisent généralement du lait non cuit et un caillé pré-salé pressé sous un poids énorme, ce qui donne lieu à un fromage humide et au goût franc. Le fromage Wensleydale, un autre fromage friable, accompagne souvent les mets sucrés. Le parkin, un gâteau fait d'avoine, de mélasse et de gingembre noir, et le scone aux fruits sont des desserts populaires auprès des Northeners,.
Plusieurs variétés de bières sont produites dans le nord de l'Angleterre. Néanmoisn, la région est spécialement associée à des bières brunes telles que la Newcastle Brown Ale, la Double Maxim et Samuel Smith's Nut Brown Ale.  La bière au nord est généralement servie avec une mousse épaisse qui accentue les saveurs de malt et de noisette. Au XIXe siècle, le nord - en particulier dans le comté du Lancashire - devient le centre névralgique du mouvement des bars de tempérance. Ce phénomène permet de la création et la popularisation des boissons gazeuses telles que le Dandelion and burdock, le Tizer et le Vimto, encore largement consommées de nos jours,.
Au cours des dernières décennies, l'immigration vers le nord de l'Angleterre a façonné la cuisine locale. Le poulet en croûte de parmesan façon Teesside, surnommé parmo, en est un exemple. Importée dans la région par un immigrant italo-américain, la recette fut adaptée au goût des Northeners. Il y a de grands quartiers chinois à Liverpool, Manchester et Newcastle, et des communautés du sous-continent indien dans toutes les grandes villes du nord. Ainsi, Bradford a remporté le titre de « Capitale du curry » de la Federation of Specialist Restaurant six ans de suite jusqu'en 2016, tandis que le Curry Mile, une rue de Manchester, avait autrefois la plus grande concentration de restaurants de curry au Royaume-Uni,.

### Littérature
La géographie contrastée du nord de l'Angleterre teintera grandement sa littérature. Ainsi, les landes sauvages et les lacs inspireront des générations d'auteurs romantiques: la poésie de William Wordsworth et les romans des sœurs Brontë sont peut-être les exemples d'écriture les plus célèbres représentant ces forces élémentaires. Les classiques de la littérature jeunesse, comme The Railway Children (1906), Le Jardin secret (1911) et Hirondelles et Amazones (1930) décrivent ces paysages en grande partie intacts comme des mondes d'aventure et de transformation où leurs protagonistes peuvent se libérer des restrictions de la société. Les poètes modernes tels Ted Hughes et Simon Armitage se sont inspirés dans la campagne du nord, produisant des œuvres qui intègrent des sons et des rythmes des dialectes anglais du nord,.
Pendant ce temps, les villes industrialisées et urbaines du nord ont donné lieu à de nombreux chefs-d'œuvre du réalisme social. Elizabeth Gaskell a été la première dans une lignée de femmes écrivaines réalistes du Nord qui ont ensuite inclus Winifred Holtby, Catherine Cookson, Beryl Bainbridge et Jeanette Winterson. Beaucoup d'écrivains issus du mouvement littéraire Angry young men étaient nordiques et leur vie ouvrière face à la désindustrialisation est représentée dans des romans tels que Les Chemins de la haute ville (1959), Billy le menteur (1959), Le Prix d'un homme (1960) et Kes (1968),.